# Campeonato Nacional da 2.ª Divisão
O Campeonato Nacional da 2ª Divisão era o antigo Segundo escalão do basquetebol de Portugal. Competição organizada pela Federação Portuguesa de Basquetebol. Começou a ser disputado todos os anos desde a época 1943–44 até 2002–03. Retomou na época 2017–18, sendo atualmente o 4º escalão a ser disputado.
| Época   | Final          | Final         | Final             |
| Época   | Campeão        | Score         | Finalista Vencido |
| ------- | -------------- | ------------- | ----------------- |
| 2022–23 | Famalicense AC | 67–60         | ABA               |
| 2021–22 | CD Póvoa Sub23 | 67–62         | SC Farense        |
| 2020–21 | FC Gaia        | 60–76         | Imortal Sub23     |
| 2019–20 | Não Disputado  | Não Disputado | Não Disputado     |
| 2018–19 | Ovarense "B"   | 69–66         | MBA Montijo       |
| 2017–18 | CB Queluz      | 69–44         | Club 5Basket      |

| Clube            | Títulos | Época   |
| ---------------- | ------- | ------- |
| Imortal BC Sub23 | 1       | 2022–23 |
| CD Póvoa Sub23   | 1       | 2021–22 |
| FC Gaia          | 1       | 2020–21 |
| Ovarense "B"     | 1       | 2018–19 |
| CB Queluz        | 1       | 2017–18 |

## Campeonato Nacional da 2ª Divisão
| Época   |                          | Final                   | Final           | Final |
| Época   | Campeão                  | Campeão “A”             | Campeão “B”     |       |
| ------- | ------------------------ | ----------------------- | --------------- | ----- |
| 2002–03 | –                        | Basquete Clube de Ovar  | SC Lusitânia    |       |
| 2001–02 | –                        | Clube dos Galitos       | EB Porto        |       |
| 2000–01 | –                        | SRL Sampaense           | SC Marinhense   |       |
| 1999–00 | –                        | Física de Torres Vedras | BC Ovar         |       |
| 1998–99 | Olivais FC               | –                       | –               |       |
| 1997–98 | União da Madeira         | –                       | –               |       |
| 1996–97 | FC Porto                 | –                       | –               |       |
| 1995–96 | –                        | Belenenses              | FC Porto        |       |
| 1994–95 | –                        | SC Farense              | Belenenses      |       |
| 1993–94 | –                        | SC Vasco da Gama        | Cruzquebradense |       |
| 1992–93 | CA Queluz                | –                       | –               |       |
| 1991–92 | Ginásio CF               | –                       | –               |       |
| 1990–91 | Académica de Coimbra     | –                       | –               |       |
| 1989–90 | Belenenses               | –                       | –               |       |
| 1988–89 | FC Barreirense           | –                       | –               |       |
| 1987–88 | Ginásio CF               | –                       | –               |       |
| 1986–87 | Esgueira                 | –                       | –               |       |
| 1985–86 | Sporting CP              | –                       | –               |       |
| 1984–85 | Imortal DC               | –                       | –               |       |
| 1983–84 | Belenenses               | –                       | –               |       |
| 1982–83 | SC Conimbricense         | –                       | –               |       |
| 1981–82 | AD Sanjoaense            | –                       | –               |       |
| 1980–81 | CA Queluz                | –                       | –               |       |
| 1979–80 | Cruzquebradense          | –                       | –               |       |
| 1978–79 | Olivais FC               | –                       | –               |       |
| 1977–78 | SL Oriental              | –                       | –               |       |
| 1976–77 | Atlético CP              | –                       | –               |       |
| 1975–76 | Clube Académico          | –                       | –               |       |
| 1974–75 | FC Barreirense           | –                       | –               |       |
| 1973–74 | Belenenses               | –                       | –               |       |
| 1972–73 | GD CUF                   | –                       | –               |       |
| 1971–72 | CDUP                     | –                       | –               |       |
| 1970–71 | Clube dos Galitos        | –                       | –               |       |
| 1969–70 | SA Dafundo               | –                       | –               |       |
| 1968–69 | Ginásio CF               | –                       | –               |       |
| 1967–68 | SC Caldas                | –                       | –               |       |
| 1966–67 | SC Caldas                | –                       | –               |       |
| 1965–66 | CIF                      | –                       | –               |       |
| 1964–65 | Educacao Física do Norte | –                       | –               |       |
| 1963–64 | Illiabum Clube           | –                       | –               |       |
| 1962–63 | Clube Fluvial Portuense  | –                       | –               |       |
| 1961–62 | SC Vasco da Gama         | –                       | –               |       |
| 1960–61 | Educacao Física do Norte | –                       | –               |       |
| 1959–60 | SA Dafundo               | –                       | –               |       |
| 1958–59 | SA Dafundo               | –                       | –               |       |
| 1957–58 | SC Vasco da Gama         | –                       | –               |       |
| 1956–57 | Belenenses               | –                       | –               |       |
| 1955–56 | GD Tabacos               | –                       | –               |       |
| 1954–55 | Carnide Clube            | –                       | –               |       |
| 1953–54 | Luso FC                  | –                       | –               |       |
| 1952–53 | Guifões SC               | –                       | –               |       |
| 1951–52 | Luso FC                  | –                       | –               |       |
| 1950–51 | SC Conimbricense         | –                       | –               |       |
| 1949–50 | FC Porto                 | –                       | –               |       |
| 1948–49 | Sporting CP              | –                       | –               |       |
| 1947–48 | FC Porto                 | –                       | –               |       |
| 1946–47 | Clube Fluvial Portuense  | –                       | –               |       |
| 1945–46 | Olivais FC               | –                       | –               |       |
| 1944–45 | GD CUF                   | –                       | –               |       |
| 1943–44 | Atlético CP              | –                       | –               |       |

### Títulos CN da 2ª Divisão
| Clube                    | Títulos | Época                                                    |
| ------------------------ | ------- | -------------------------------------------------------- |
| Belenenses               | 6       | 1956–57; 1973–74; 1983–84; 1989–90; 1994–95 B; 1995–96 A |
| FC Porto                 | 4       | 1947–48; 1949–50; 1995–96 B; 1996–97                     |
| Olivais FC               | 3       | 1945–46; 1978–79; 1998–99                                |
| SC Vasco da Gama         | 3       | 1957–58; 1961–62; 1993–94 A                              |
| SA Dafundo               | 3       | 1958–59; 1959–60; 1969–70                                |
| Ginásio CF               | 3       | 1968–69; 1987–88; 1991–92                                |
| Atlético CP              | 2       | 1943–44; 1976–77                                         |
| GD CUF                   | 2       | 1944–45; 1972–73                                         |
| Clube Fluvial Portuense  | 2       | 1946–47; 1962–63                                         |
| Sporting CP              | 2       | 1948–49; 1985–86                                         |
| SC Conimbricense         | 2       | 1950–51; 1982–83                                         |
| Luso FC                  | 2       | 1951–52; 1953–54                                         |
| Educacao Física do Norte | 2       | 1960–61; 1964–65                                         |
| SC Caldas                | 2       | 1966–67; 1967–68                                         |
| Clube dos Galitos        | 2       | 1970–71; 2001–02 A                                       |
| FC Barreirense           | 2       | 1974–75; 1988–89                                         |
| Cruzquebradense          | 2       | 1979–80; 1993–94 B                                       |
| CA Queluz                | 2       | 1980–81; 1992–93                                         |
| BC Ovar                  | 2       | 1999–00 B; 2002–03 A                                     |
| Guifões SC               | 1       | 1952–53                                                  |
| Carnide Clube            | 1       | 1954–55                                                  |
| GD Tabacos               | 1       | 1955–56                                                  |
| Illiabum Clube           | 1       | 1963–64                                                  |
| CIF                      | 1       | 1965–66                                                  |
| CDUP                     | 1       | 1971–72                                                  |
| Clube Académico          | 1       | 1975–76                                                  |
| SL Oriental              | 1       | 1977–78                                                  |
| AD Sanjoanense           | 1       | 1981–82                                                  |
| Imortal DC               | 1       | 1984–85                                                  |
| Esgueira                 | 1       | 1986–87                                                  |
| Académica de Coimbra     | 1       | 1990–91                                                  |
| SC Farense               | 1       | 1994–95 A                                                |
| União da Madeira         | 1       | 1997–98                                                  |
| Física de Torres Vedras  | 1       | 1999–00 A                                                |
| SRL Sampaense            | 1       | 2000–01 A                                                |
| SC Marinhense            | 1       | 2000–01 B                                                |
| EB Porto                 | 1       | 2001–02 B                                                |
| SC Lusitânia             | 1       | 2002–03 B                                                |